# 荼吉尼

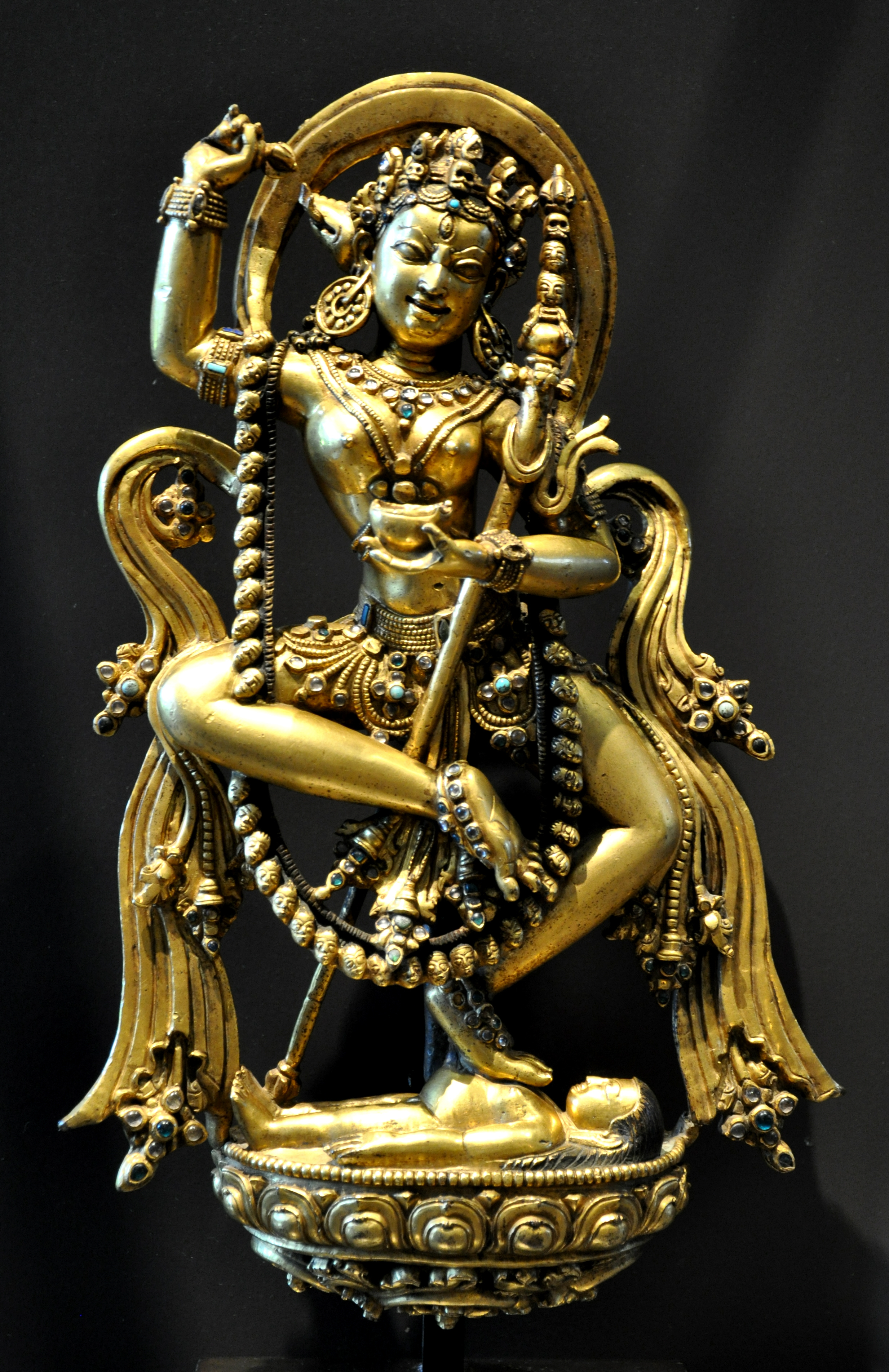
鍍金青銅空行母像。

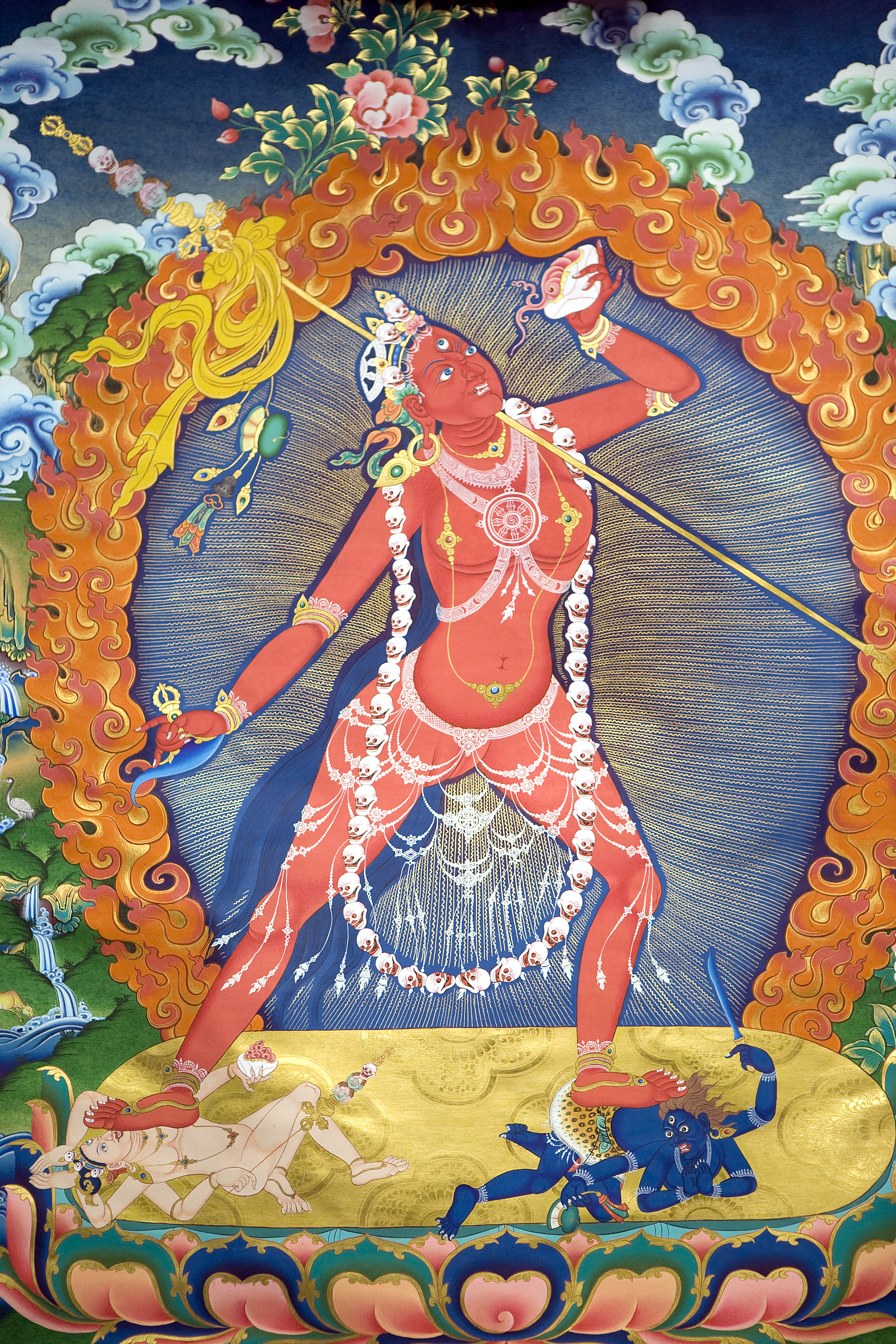
藏傳佛教寺廟中的空行母像。

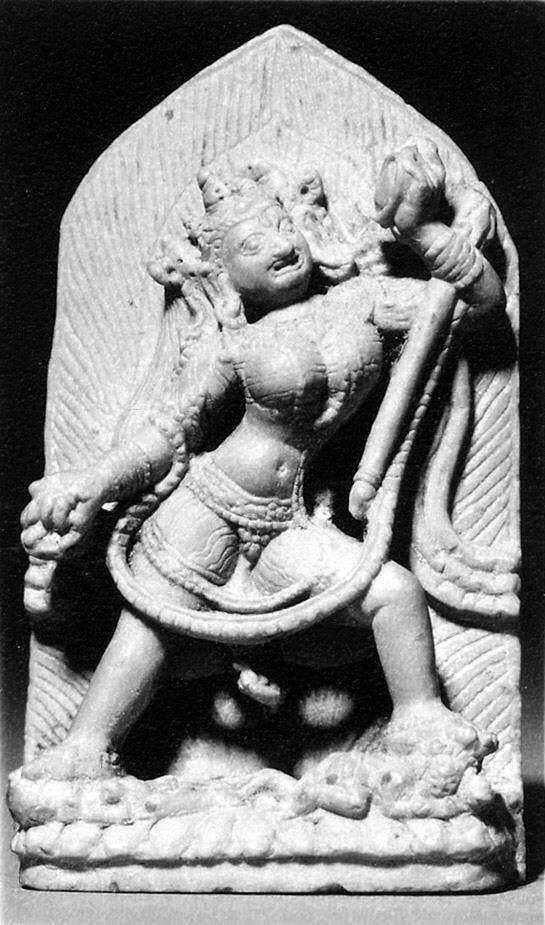
公元四世紀笈多王朝的空行母像，現藏於鹿野苑博物館。

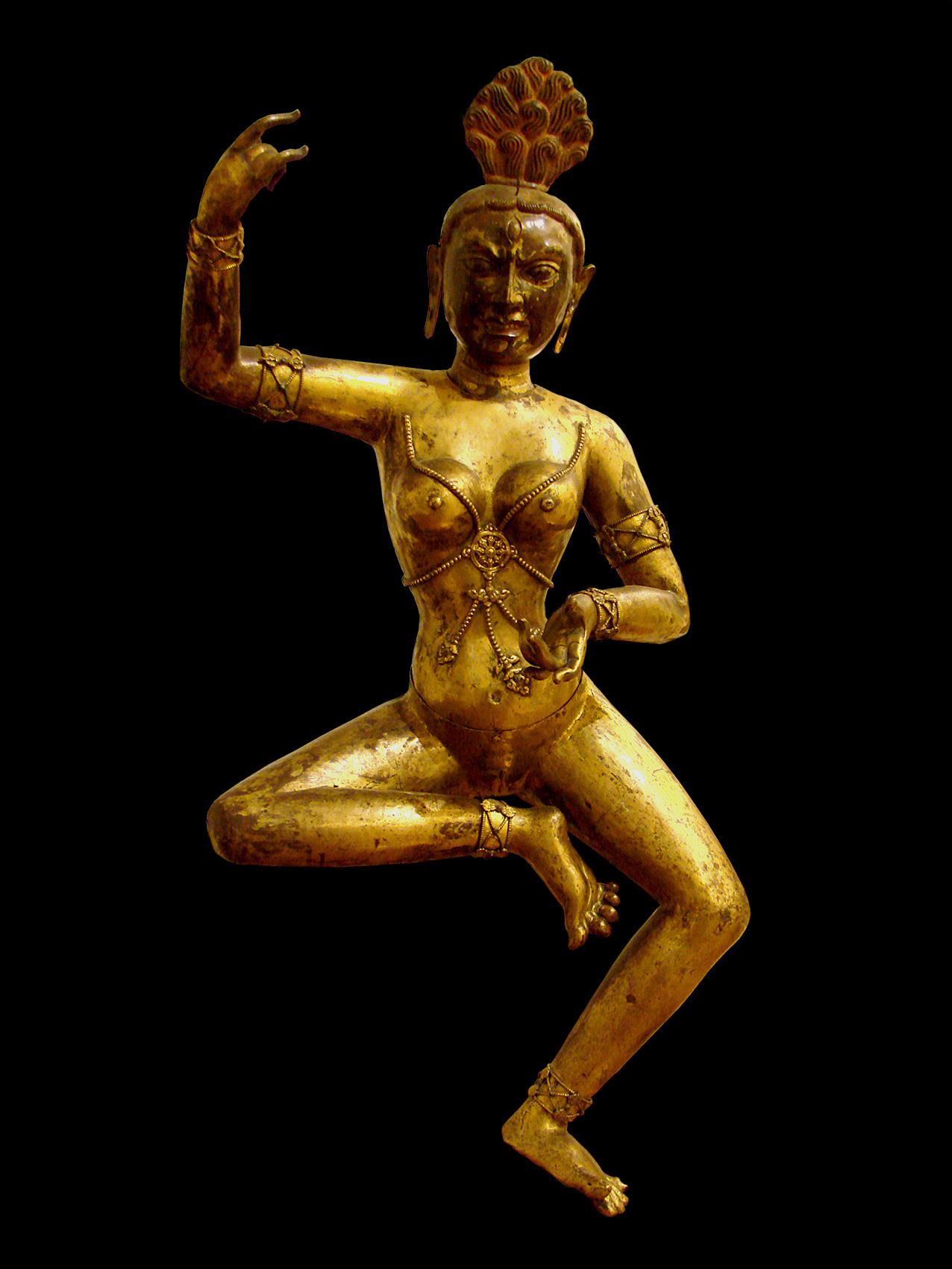
鍍金青銅空行母像，現藏於巴黎吉美博物館。

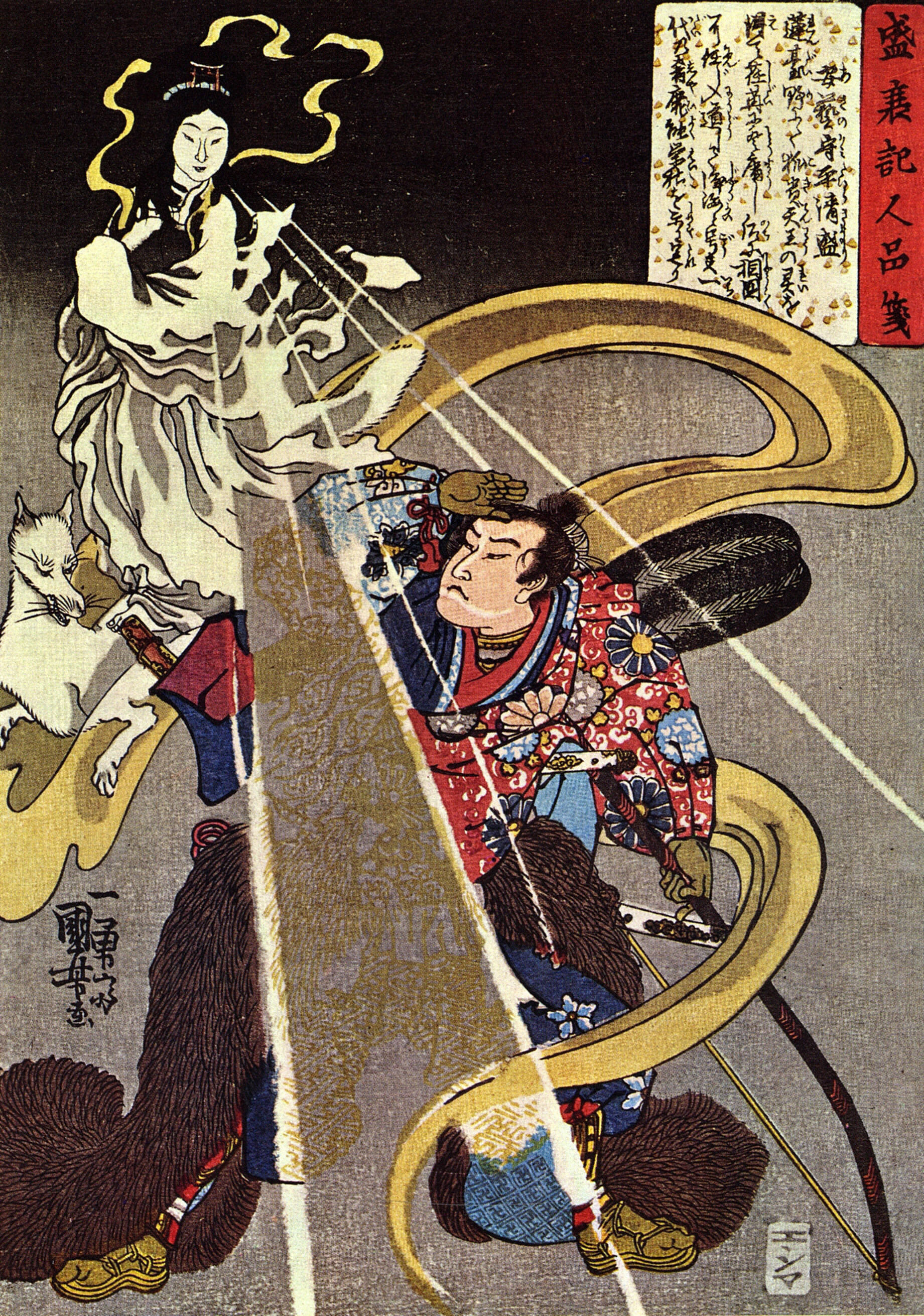
清盛和荼枳尼天 （歌川國芳）
源平盛衰記人品箋，1840年。

荼吉尼（梵文： Dākinī；藏語：མཁའ་འགྲོ་མ་，威利转写：mkha' 'gro ma，THL：khandroma，藏语拼音：kanzhoima），音译，又作荼枳尼天、吒枳尼，意译为“空行母”，為佛教的天神。荼吉尼，為梵文音譯，意思為鬼之總名，能魅人，與人通者也。世間小術。在日本，除了佛教信仰之外，也透過神佛習合而被視為是神道的稻荷神，法相為騎乘白狐的天女的形像，手持劍、寶珠、稻束、鎌刀等法器。也稱辰狐王菩薩、貴狐天王。藏傳佛教則稱為佛母或明妃。

## 日本佛教的荼吉尼信仰
真言密教的荼吉尼天，記載於大毘盧遮那成佛經疏中，荼吉尼亦出現於胎藏界曼荼羅外圈。荼吉尼信仰隨印度中期密教傳入日本，中世以降和神道的稻荷習合，被視為稻荷神，形象為騎著白狐狸的天女，狐狸口含單股杵，荼吉尼手持金剛劍、摩尼寶珠、稻穗、鐮刀等法器。日本三大稻荷信仰的豐川稻荷與最上稻荷，均是供奉荼吉尼天的佛寺，前者為曹洞宗寺院圓福山妙嚴寺，後者為日蓮宗寺院稻荷山妙教寺。最上稻荷，又稱荼吉尼為「南無最上位經王菩薩」。豐川稻荷，則稱荼吉尼為「南無豐川吒枳尼真天」。
荼吉尼天在日治時代也伴隨豐川稻荷信仰傳入台灣，艋舺豐川稻荷；曹洞宗臺中寺附設之豐川吒枳尼真天堂；臨濟護國寺的圓山稻荷堂；曹洞宗臺灣別院的東門豐川閣，均是供奉豐川稻荷吒枳尼真天。

## 藏傳佛教的荼吉尼信仰
在藏傳佛教中，空行母被認為是天界或他方佛土的女性金剛乘行者，有許多是佛或是菩薩化身。她們以年輕而憤怒的形象出現、頭帶頭骨串成的花冠、一手持盛滿血及靈藥的「嘎巴拉碗」、另一手提彎刀「卡提月」、裸露着身體在屍骸上起舞（象徵我慢與無明），象徵著充滿活力的女性思想形。空行母是指證悟的女性，或來自佛土的女性。在无上瑜伽中与修行者共修双身法的也是空行母。空行母是一种女性的修行人。形式上存在很多种，般若佛母就是代表法身、金刚亥母是她的报身、伊喜措嘉是應身。
空行母屬於金剛乘的內三寶，分別是上師本尊空行母，主要分世間空行母跟出世間空行母。兩者在於前者是世間的護法或是鬼神眾並未覺悟而成聖，後者則是佛菩薩的化現像金剛亥母或是人間有修成金剛乘的女性修行者。
荼吉尼在其宗教體系中有很高的活躍度，藏傳佛教第三代大宝法王让炯多杰3歲時就獲授由十萬名荼吉尼的頭髮變化出來的一頂黑冠，它給予其主人凌駕一切情感生命的能力。大宝法王頭頂黑冠的形象以宗教藝術形式流傳下來。

## 流行文化

### 動漫
- 游戏王gx明日香的电子天使荼吉尼
- 2023年—《在無神世界裡進行傳教活動》：偽神於第六話正式登場，聲優為高橋李依，真神則於第八話正式登場，聲優為進藤尚美。